# Trie (Fluss)
Die Trie ist ein kleiner Fluss in Frankreich, der im Département Somme in der Region Hauts-de-France verläuft. Sie entspringt in der Gemeinde Tœufles, fließt in generell nördlicher Richtung durch den Regionalen Naturpark Baie de Somme Picardie Maritime und mündet nach einem Lauf von rund neun Kilometern an der Gemeindegrenze von Cahon und Saigneville als linker Nebenfluss in den Canal Maritime d’Abbeville à Saint-Valery, den für die Schifffahrt ausgebauten Mündungskanal der Somme.

## Orte am Fluss
(Reihenfolge in Fließrichtung)
- Tœufles
- Miannay
- Cahon

## Hydrographie
Die Breite des Flüsschens beträgt im Durchschnitt 2 m. Der Gewässerausbau wird vom Syndicat d’Aménagement et valorisation du bassin de la Somme betrieben.
Die Trie hat keinen nennenswerten Zufluss.